# Ton Hooijmaijers
Antonie Martinus Cornelis Alfred (Ton) Hooijmaijers (Deventer, 30 juli 1961) is een Nederlands politicus. Hij was tot begin 2013 lid van de VVD. Hooijmaijers was lid van de Gedeputeerde Staten van de provincie Noord-Holland, maar moest in de nasleep van de kredietcrisis aftreden.

## Politieke loopbaan
Hooijmaijers volgde de mavo, de havo en het atheneum en studeerde vervolgens bestuurskunde aan de Vrije Universiteit Amsterdam. Aan deze universiteit haalde hij zijn propedeuse politicologie. Hij was actief als ondernemer en was een aantal jaren lid van de Amsterdamse gemeenteraad namens de VVD. Van 2001 tot 2002 was Hooijmaijers wethouder Economische Zaken van de gemeente Amsterdam. Ook was hij in de periode 2001-2003 lid van het dagelijks bestuur van het Regionaal Overlegorgaan Amsterdam (ROA). Op 10 januari 2005 werd hij gekozen als VVD-gedeputeerde Ruimtelijke Ordening en Financiën van de provincie Noord-Holland, met in zijn portefeuille onder andere ruimtelijke ordening, Schiphol, grondbeleid en financiën.
Op 14 oktober 2008 werd bekend dat de provincie Noord-Holland veel gelden had uitstaan bij onder andere de IJslandse Landsbanki die door de kredietcrisis in moeilijkheden was geraakt. De provincie dreigde hierdoor 78 miljoen euro te verliezen. Hooijmaijers was politiek verantwoordelijk. Er volgde een onderzoek en als uitvloeisel hiervan traden de Noord-Hollandse gedeputeerden op 10 juni 2009 collectief af, waarna werd aangestuurd op een doorstart.

Op 15 juni zou een debat plaatsvinden, maar nog voor het begin hiervan werd bekend dat de VVD-gedeputeerden Hooijmaijers en Cornelis Mooij (Verkeer) niet in het nieuwe college van gedeputeerden zouden terugkeren. Voor zijn afscheid in de Hermitage Amsterdam trok de provincie 10.000 euro uit.
In september 2009 kwam Hooijmaijers in het nieuws toen bleek dat hij als gedeputeerde enige duizenden euro's had uitgegeven met een provinciale creditcard. Commissaris der Koningin Harry Borghouts had destijds zijn declaraties goedgekeurd, hoewel Hooijmaijers geen bonnetjes kon overleggen. Borghouts raakte door deze affaire opnieuw onder vuur en besloot hierop zijn ambt per 1 december 2009 neer te leggen. Hooijmaijers stelde overigens dat de bonnen voor de vele in Hongkong gemaakte taxiritten wel bestonden, maar in het Chinees waren gesteld.

## Aangifte en strafzaak
Na een anonieme aangifte deden op 31 maart 2010 de opsporingsdienst FIOD-ECD en de Rijksrecherche op verdenking van ambtelijke corruptie en omkoping invallen bij Hooijmaijers thuis, bij zijn moeder, waar een adviesbureau van Hooijmaijers was gevestigd en bij zes bedrijven. Onder de bedrijven waren het Rotterdamse Fortress en het Noord-Hollandse bouwbedrijf Van Erk. Volgens Fortress, dat in 2007 het vastgoedbedrijf IMCA van Erik de Vlieger overnam, richtte het onderzoek zich op betalingen van IMCA aan Hooijmaijers. In de zaak-Van Erk ging het om het bouwproject Bloemendalerpolder in Muiden, waarin steekpenningen zouden zijn betaald. Hooijmaijers had op eigen houtje dit plan gewijzigd, zodat op de oevers van de Vecht woningbouw kon worden gerealiseerd, nadat die oevers eerder met gemeenschapsgeld in hun natuurlijke staat waren hersteld.
De rechtbank in Haarlem begon op 4 november 2013 aan een strafzaak tegen Hooijmaijers. Hij moest zich verantwoorden voor fraude, omkoping, valsheid in geschrifte en witwassen. Het Openbaar Ministerie eiste op 18 november 2013 een onvoorwaardelijke celstraf van vier jaar. Het onderzoek naar Hooijmaijers had 3,5 jaar geduurd. Op 3 december 2013 werd Hooijmaijers door de rechtbank van Haarlem tot drie jaar gevangenisstraf veroordeeld. In hoger beroep veroordeelde het gerechtshof in Amsterdam hem tot 2,5 jaar cel voor omkoping, witwassen en valsheid in geschrifte. Op meerdere punten waarop Hooijmaijers schuldig was bevonden door de rechtbank, kwam het hof tot vrijspraak. Toch bleven er volgens het hof nog elf gevallen van omkoping over en dertien gevallen van valsheid in geschrifte. Ook achtte het hof bewezen dat hij 276.000 euro had witgewassen. Volgens de voorzitter van het Gerechtshof leidde het handelen tot 'ernstige inbreuk op het vertrouwen van politiek bestuurders in het algemeen en het bestuur van de provincie Noord-Holland en het ambt van gedeputeerde in het bijzonder.' Hooijmaijers ging hierna in cassatie tegen de veroordeling bij de Hoge Raad. Het cassatieberoep werd op 14 februari 2017 grotendeels verworpen. Wel bracht de Hoge Raad de duur van de opgelegde gevangenisstraf met twee maanden terug tot twee jaar en vier maanden wegens overschrijding van de redelijke termijn.
In december 2015 werd bekend dat het Openbaar Ministerie een bedrag van 526.345 euro van Hooijmaijers eiste.

## VVD-lidmaatschap
Op 7 december 2014 werd bekend dat Hooijmaijers begin 2013 zijn VVD-lidmaatschap had opgezegd. Dit zou zijn gebeurd op verzoek "van een hooggeplaatste VVD'er". Bovendien kon Hooijmaijers volgens eigen zeggen zijn partijlidmaatschap niet meer betalen. In 2009 zou hij volgens eigen zeggen nog zijn gevraagd om staatssecretaris van Economische Zaken te worden. Hooijmaijers zou premier Rutte hebben aangeraden de wereld te verdelen in vijf handelscontinenten, met ieder een eigen staatssecretaris die handel zou moeten binnenhalen voor Nederland.

## Privé
Hooijmaijers is getrouwd en heeft drie kinderen. Hij is sinds 1995 ereburger van Tulsa en was Ridder in de Orde van Oranje-Nassau sinds 2002. De Koninklijke Onderscheiding is van rechtswege vervallen door de onherroepelijke veroordeling tot een gevangenisstraf van meer dan een jaar (art.11 lid 2 Wet Instelling van de Orde van Oranje-Nassau.)